# Molophilus hypipame
Molophilus hypipame là một loài ruồi trong họ Limoniidae. Chúng phân bố ở miền Australasia.